# Liste der Baudenkmale in Goslar - Marktstraße
In der Liste der Baudenkmale in Goslar - Marktstraße sind alle Baudenkmale in der Marktstraße der niedersächsischen Gemeinde Goslar aufgelistet. Die Quelle der Baudenkmale ist der Denkmalatlas Niedersachsen. Der Stand der Liste ist der 3. Oktober 2022.

## Allgemein
In den Spalten befinden sich folgende Informationen:
- Lage: die Adresse des Baudenkmales und die geographischen Koordinaten. Kartenansicht, um Koordinaten zu setzen. In der Kartenansicht sind Baudenkmale ohne Koordinaten mit einem roten Marker dargestellt und können in der Karte gesetzt werden. Baudenkmale ohne Bild sind mit einem blauen Marker gekennzeichnet, Baudenkmale mit Bild mit einem grünen Marker.
- Bezeichnung: Bezeichnung des Baudenkmales
- Beschreibung: die Beschreibung des Baudenkmales. Unter § 3 Abs. 2 NDSchG werden Einzeldenkmale und unter § 3 Abs. 3 NDSchG Gruppen baulicher Anlagen und deren Bestandteile ausgewiesen.
- ID: die Objekt-ID des Baudenkmales
- Bild: ein Bild des Baudenkmales, ggf. zusätzlich mit einem Link zu weiteren Fotos des Baudenkmals im Medienarchiv Wikimedia Commons. Wenn man auf das Kamerasymbol klickt, können Fotos zu Baudenkmalen aus dieser Liste hochgeladen werden:

Zurück zur Hauptliste
| Lage                                            | Bezeichnung                         | Beschreibung | ID       | Bild           |
| ----------------------------------------------- | ----------------------------------- | --- | -------- | -------------- |
| Marktstraße 51° 54′ 22″ N, 10° 25′ 32″ O        | Straßenraum                         | | 36592264 | BW             |
| Marktstraße 1 51° 54′ 21″ N, 10° 25′ 39″ O      | Bürgerhaus Mechtshusen              | Bürgerhaus, 1526 in zentraler Lage der Goslarer Altstadt gegenüber der Marktkirche, vermutlich für den Hüttenbesitzer Barthold Mechtshusen, errichtet. Viergeschossiger Fachwerkbau mit Walmdach in Schieferdeckung, traufständiges Eckhaus. Fassade fachwerksichtig, mittiger fünfseitiger Erker über dem Haupteingang, Dielentor mit Spitz- und Vorhangbogen sowie reichem figürlichen Schnitzwerk, Inschrift „ANNO MDXXVI“. Oberstöcke weit vorkragend auf waagerecht profilierten Knaggen und Balkenköpfen, dazwischen Windbretter, Schwellen mit Trapezfries, regelmäßige Fußstreben. Stirnseite zur Marktstraße mit „Goslarer Giebel“. Seit 1881 funktional mit dem Nachbargebäude Marktstraße 1a verbunden, 1906/07 umgenutzt und hofseitig erweitert als städtisches Dienstgebäude, ab 1919 als Stadtbibliothek genutzt. | 36533980 |                |
| Marktstraße 1 51° 54′ 22″ N, 10° 25′ 39″ O      | Anbau                               | Treppenhausanbau zur Erweiterung des Bürgerhauses Marktstraße 1, 1907 im Zuge des Ausbaus des Hauses für städtische Dienststellen errichtet. Dreigeschossiger Massivbau mit Satteldach in Schieferdeckung, traufständig. Straßenfassade mit horizontal geriefeltem Putz, Fenster- und Türöffnungen mit Sandsteingewänden; Hoffassade mit Schiefer verkleidet. | 36582702 |                |
| Marktstraße 1 51° 54′ 22″ N, 10° 25′ 39″ O      | Kemenate                            | Kemenate der Patrizierfamilien von Mechtshusen und Grimme. Eineinhalbgeschossiger Massivbau mit Satteldach in Schieferdeckung, traufständig. Fassade verputzt, Gebäudeecken in Quadermauerwerk, zur Münzstraße Rechteckfenster mit Sandsteingewände aus doppelten Rundstäben und Kehlen, Dreigliederung durch zwei Rundstäbe, Sturz mit Wappendarstellung der Erbauerfamilien. Im Inneren hoch gelegenes Kellergeschoss mit Tonnengewölbe, darüber hohes Wohngemach mit Kreuzrippengewölbe; Deckengewölbe mit Medaillons mit Evangelistensymbolen, umgeben von Blatt- und Rankenwerk. | 40518792 | BW             |
| Marktstraße 1 51° 54′ 22″ N, 10° 25′ 39″ O      | Archiv                              | Dreigeschossiger Massivbau mit Satteldach in Schieferdeckung, traufständig. Fassade mit horizontal geriefeltem Putz, Biforien- und Triforien-Fenster als Spolien im OG eingesetzt. | 40518810 | BW             |
| Marktstraße 1a 51° 54′ 21″ N, 10° 25′ 39″ O     | Wohnhaus                            | Dreigeschossiger Fachwerkbau mit Satteldach in Schieferdeckung, traufständig. Fassade fachwerksichtig, Erd- und Zwischengeschoss in Ständerbauweise, Oberstock in Stockwerksbauweise errichtet; Oberstöcke weit vorkragend auf waagerecht profilierten Knaggen und Balkenköpfen, dazwischen Windbretter, Schwellen mit doppeltem Bügelfries, regelmäßige Fußstreben. Windeluke im DG. | 49667646 | BW             |
| Marktstraße 2 51° 54′ 21″ N, 10° 25′ 38″ O      | Wohn-/ Geschäftshaus                | Dreigeschossiger Fachwerkbau mit Satteldach in Schieferdeckung, traufständig. Fassade mit Schiefer verkleidet; EG seit 1893 mit Ladeneinbau, Schaufensterverglasung; OGs mit Vorkragungen; Dachgiebel mit Ladeluke, Inschrift „1697“. | 36605211 |                |
| Marktstraße 2 51° 54′ 22″ N, 10° 25′ 38″ O      | Nebengebäude                        | Eingeschossiger Massivbau mit Pultdach in Ziegeldeckung; mehrere Baukörper mit unterschiedlich hohen Dächern und Firstrichtungen. Fassade verputzt. | 36581132 | BW             |
| Marktstraße 3 51° 54′ 21″ N, 10° 25′ 39″ O      | Wohn-/ Geschäftshaus                | Zweigeschossiger Fachwerkbau mit Satteldach in Ziegeldeckung, traufständig. Fassade im EG mit Schaufensterverglasung, im OG mit Schiefer verkleidet, Fensteröffnungen durch Fascien mit Giebeldreieck eingefasst. | 36533980 |                |
| Marktstraße 3 51° 54′ 21″ N, 10° 25′ 38″ O      | Hinterhaus                          | Zweigeschossiger Fachwerkbau mit Satteldach in Ziegeldeckung; baukörperliche Gliederung in einen eingeschossigen Anbau an das Vorderhaus, einen anschließenden quergelagerten zweigeschossigen Bauteil sowie einen rückwärtigen zweigeschossigen Seitenflügel. Fassade fachwerksichtig. | 39969602 | BW             |
| Marktstraße 4 51° 54′ 20″ N, 10° 25′ 37″ O      | Wohn-/ Geschäftshaus                | Dreigeschossiger Fachwerkbau mit Satteldach in Ziegeldeckung, traufständig. Fassade mit Schiefer verkleidet, Giebelseite fachwerksichtig; EG mit Gaststätteneinbau und großflächiger Verglasung. | 36534012 |                |
| Marktstraße 4a 51° 54′ 20″ N, 10° 25′ 37″ O     | Wohn-/ Geschäftshaus                | Zweigeschossiger Fachwerkbau mit Satteldach in Ziegeldeckung, traufständig. Fassade mit Schiefer verkleidet, EG mit Ladeneinbau und Schaufensterverglasung. | 36534037 |                |
| Marktstraße 5 51° 54′ 20″ N, 10° 25′ 36″ O      | Wohnhaus                            | Dreigeschossiger Fachwerkbau mit Satteldach in Ziegeldeckung, traufständig. Fassade im EG verputzt, mit Rundbogenfenstern; OGs mit Schiefer verkleidet. | 36534064 |                |
| Marktstraße 5a - d 51° 54′ 21″ N, 10° 25′ 36″ O | Wohnhaus                            | Zweigeschossiges Gebäude mit Satteldach in Ziegeldeckung, auf winkelförmigem Grundriss. EG mit Putzfassade, OG fachwerksichtig. | 36559002 | BW             |
| Marktstraße 5a - d 51° 54′ 21″ N, 10° 25′ 36″ O | Nebengebäude                        | Eingeschossiges Nebengebäude mit Pultdach in Ziegeldeckung. Fassade verputzt. | 39980306 | BW             |
| Marktstraße 5a - d 51° 54′ 21″ N, 10° 25′ 35″ O | Nebengebäude                        | Eingeschossiger Fachwerkbau mit Pultdach in Ziegeldeckung. Fassade fachwerksichtig. | 39980286 | BW             |
| Marktstraße 6 51° 54′ 20″ N, 10° 25′ 35″ O      | Wohn-/ Geschäftshaus                | Zweigeschossiger Fachwerkbau mit Satteldach in Ziegeldeckung, traufständig. Fassade fachwerksichtig, EG mit Ladeneinbau und Schaufensterverglasung. | 36605242 |                |
| Marktstraße 6 51° 54′ 20″ N, 10° 25′ 35″ O      | Nebengebäude                        | | 36584440 | BW             |
| Marktstraße 7 51° 54′ 20″ N, 10° 25′ 35″ O      | Wohn-/ Geschäftshaus                | Dreigeschossiger Fachwerkbau mit Walmdach in Schieferdeckung, traufständiges Eckgebäude. Fassade mit Schiefer verkleidet, EG mit Ladeneinbau und Schaufensterverglasung. | 36605270 | BW             |
| Marktstraße 8 51° 54′ 20″ N, 10° 25′ 34″ O      | Wohn-/ Geschäftshaus                | Dreigeschossiger Fachwerkbau mit Satteldach in Ziegeldeckung, traufständig. Fassade mit Schiefer verkleidet, EG mit Ladeneinbau und Schaufensterverglasung. | 36605297 |                |
| Marktstraße 8 51° 54′ 21″ N, 10° 25′ 35″ O      | Hinterhaus                          | Zweigeschossiges Gebäude mit Pultdach. Südlicher Gebäudeteil mit Putzfassade, nördlicher Gebäudeteil fachwerksichtig. | 36586550 | BW             |
| Marktstraße 9 51° 54′ 21″ N, 10° 25′ 34″ O      | Wohn-/ Geschäftshaus                | Dreigeschossiger Fachwerkbau mit Satteldach in Ziegeldeckung, traufständig. Fassade mit Schiefer verkleidet, EG mit Ladeneinbau und Schaufensterverglasung. | 36605323 |                |
| Marktstraße 10 51° 54′ 21″ N, 10° 25′ 34″ O     | Wohn-/ Geschäftshaus                | Dreigeschossiger Fachwerkbau mit Satteldach in Ziegeldeckung, traufständig. Fassade mit Schiefer verkleidet, EG mit Ladeneinbau und Schaufensterverglasung. | 36605351 |                |
| Marktstraße 10 51° 54′ 21″ N, 10° 25′ 35″ O     | Nebengebäude                        | Zweigeschossiger Fachwerkbau mit Pultdach in Ziegeldeckung. Fassade im EG fachwerksichtig, Giebelseite und Fassade im OG mit Holz verschalt. | 36574754 | BW             |
| Marktstraße 11 51° 54′ 21″ N, 10° 25′ 33″ O     | Wohn-/ Geschäftshaus                | Dreigeschossiger Fachwerkbau mit Satteldach in Ziegeldeckung, traufständig. EG mit Putzfassade in Pilastergliederung (Umbau von 1900), OGs mit Schiefer verkleidet. | 36605379 |                |
| Marktstraße 12 51° 54′ 21″ N, 10° 25′ 33″ O     | Wohnhaus                            | Zweigeschossiger Fachwerkbau mit Satteldach in Ziegeldeckung, traufständig. Fassade mit Schiefer verkleidet, EG mit Ladeneinbau und Schaufensteröffnungen. | 36534089 |                |
| Marktstraße 13 51° 54′ 21″ N, 10° 25′ 33″ O     | Wohn-/ Geschäftshaus                | Dreigeschossiger Fachwerkbau mit Satteldach in Ziegeldeckung, traufständig. Fassade mit Schiefer verkleidet, EG mit Laden und Schaufensteröffnungen. | 36605407 |                |
| Marktstraße 14 51° 54′ 22″ N, 10° 25′ 33″ O     | Wohn-/ Wirtschaftsgebäude           | Umgenutzt als Wohn- und Geschäftshaus. Zweigeschossiger Fachwerkbau mit Satteldach in Ziegeldeckung, traufständiges Eckhaus. Fassade mit Schiefer verkleidet, Tordurchfahrt im nördlichen Gebäudeteil. | 36605435 |                |
| Marktstraße 15 51° 54′ 22″ N, 10° 25′ 32″ O     | Wohnhaus                            | Dreigeschossiger Fachwerkbau mit Satteldach in Schieferdeckung, traufständiges Eckhaus. Giebelseiten im Erd- und 1. OG in Massivbauweise, Bruchsteinmauerwerk; Fassade fachwerksichtig, 2. OG auskragend. Ehemalige Däle 1880 durch Ladeneinbau geschlossen, ehemaliges Zwischengeschoss (1. OG) mit Rechteckrahmen in den Ständerfüßen. Vorkragung im 2. OG mit waagerecht profilierten Bohlen verkleidet, Schwelle mit Rahmenprofil, Brüstungsbohlen mit Rocaille-Schnitzereien. | 36534117 |                |
| Marktstraße 16 51° 54′ 22″ N, 10° 25′ 31″ O     | Wohnhaus                            | Dreigeschossiger Fachwerkbau mit Satteldach in Ziegeldeckung, traufständig. Fassade fachwerksichtig, 2. OG vorkragend; Schwellbalken und Füllhölzer mit Schnitzwerk verziert. Rückwärtig zweigeschossiger Anbau in Fachwerkbauweise, Fassade fachwerksichtig. | 36534148 |                |
| Marktstraße 16 51° 54′ 23″ N, 10° 25′ 31″ O     | Hinterhaus                          | Zweigeschossiger Fachwerkbau mit Satteldach in Ziegeldeckung, frei stehend. Fassade fachwerksichtig, Westgiebel mit Ziegelbehang, Ostgiebel und Nordfassade mit Holz verschalt. | 36579017 | BW             |
| Marktstraße 17 51° 54′ 22″ N, 10° 25′ 30″ O     | Wohn-/ Geschäftshaus                | Dreigeschossiger Fachwerkbau mit flach geneigtem Satteldach, traufständig mit seitlichem Bauwich. Fassade fachwerksichtig, EG verputzt, mit Schaufensterverglasung, in den OGs Gefache mit Backsteinmauerwerk gefüllt, Aussteifungen durch K-Streben. | 36605464 |                |
| Marktstraße 18 51° 54′ 22″ N, 10° 25′ 30″ O     | Wohn-/ Geschäftshaus                | Dreigeschossiger Fachwerkbau mit Satteldach in Ziegeldeckung, traufständig. Fassade mit Schiefer verkleidet, EG mit Schaufensterverglasung. | 36605495 |                |
| Marktstraße 19 51° 54′ 22″ N, 10° 25′ 29″ O     | Wohn-/ Geschäftshaus                | Zweigeschossiger Fachwerkbau mit Satteldach in Ziegeldeckung, traufständig. EG mit Holz verschalt, Ladeneinbau mit Schaufensterverglasung; OG fachwerksichtig, schmale Zwischengefache. | 36605523 |                |
| Marktstraße 20 51° 54′ 22″ N, 10° 25′ 29″ O     | Wohn-/ Geschäftshaus                | Dreigeschossiger Massivbau mit Satteldach in Ziegeldeckung, traufständig. EG mit Schaufensterverglasung, OG mauerwerkssichtig, Fensterachsen mit Putzgliederungen. | 36605551 |                |
| Marktstraße 21 51° 54′ 22″ N, 10° 25′ 28″ O     | Wohn-/ Geschäftshaus                | Eingeschossiges Gebäude mit Satteldach in Ziegeldeckung, traufständig. Fassade in Massivbauweise, Sockel in Naturstein, darüber Quadermauerwerk; giebelständiger Mittelrisalit. | 36605579 |                |
| Marktstraße 21 51° 54′ 23″ N, 10° 25′ 27″ O     | Wirtschaftsgebäude                  | Zweigeschossiger Fachwerkbau mit Satteldach in Ziegeldeckung, traufständig zur Bäckerstraße. Fassade im EG mit Ladeneinbau und Schaufensterverglasung, im OG fachwerksichtig; Giebelseite mit Ziegelbehang. | 39928992 |                |
| Marktstraße 22 51° 54′ 22″ N, 10° 25′ 27″ O     | Wohnhaus                            | Zweigeschossiger Fachwerkbau mit Satteldach in Ziegeldeckung, traufständig. Fassade mit Schiefer verkleidet, Ladeneinbau mit Schaufensterverglasung im EG. | 36534186 |                |
| Marktstraße 23 51° 54′ 22″ N, 10° 25′ 27″ O     | Wohnhaus                            | Zweigeschossiger Fachwerkbau mit Satteldach in Ziegeldeckung, traufständig. Fassade verputzt, mit Quadermauerwerk-Imitation; Ladeneinbau im EG mit Schaufensterverglasung. | 36605607 |                |
| Marktstraße 24 51° 54′ 22″ N, 10° 25′ 27″ O     | Wohn-/ Geschäftshaus                | Zweigeschossiger Fachwerkbau mit Satteldach in Ziegeldeckung, traufständig. Fassade mit Schiefer verkleidet, EG mit Schaufensterverglasung. | 36605635 |                |
| Marktstraße 24 51° 54′ 22″ N, 10° 25′ 26″ O     | Nebengebäude                        | Zweigeschossiger Fachwerkbau mit Pultdach in Ziegeldeckung, giebelständig zur Bäckerstraße. Fassade fachwerksichtig, Giebeldreieck mit Holz verschalt. | 36564791 |                |
| Marktstraße 25 51° 54′ 22″ N, 10° 25′ 26″ O     | Wohn-/ Geschäftshaus                | Ehemalige Aegidienkapelle, im späten 12. Jh. errichtet, 1528 infolge der Reformation profaniert, nach Brand 1587 unter Verwendung von Wandresten als Wohnhaus neu aufgebaut, Ladeneinbau aus dem späten 19. Jh. Dreigeschossiger Massivbau mit Satteldach in Schieferdeckung, traufständig. Fassade in Bruchsteinmauerwerk, Fragment eines zugesetzten Spitzbogenfensters integriert. Rückwärtig zweigeschossiger Anbau zur Bäckerstraße, Massivbau in Sandsteinmauerwerk. | 36534213 |                |
| Marktstraße 26 51° 54′ 21″ N, 10° 25′ 26″ O     | Wohnhaus                            | Dreigeschossiger Massivbau mit Satteldach in Schieferdeckung, traufständig. Fassade in Bruchsteinmauerwerk, Fragmente zugesetzter Fensteröffnungen integriert. Rückwärtig zweigeschossiger Anbau zur Bäckerstraße, EG in Massivbauweise, Oberstock in Fachwerkbauweise, Brüstungsbohlen mit Rankenschnitzereien dekoriert. | 36605663 |                |
| Marktstraße 27 51° 54′ 21″ N, 10° 25′ 25″ O     | Wohn-/ Geschäftshaus                | Zweigeschossiger Fachwerkbau mit Satteldach in Ziegeldeckung, traufständiges Eckhaus. Fassade mit Schiefer verkleidet, Ladeneinbau im EG mit Schaufensterverglasung, Gebäudeecke zur Marktstraße im EG fachwerksichtig. | 36605694 |                |
| Marktstraße 28 51° 54′ 20″ N, 10° 25′ 24″ O     | Wohnhaus                            | Eingeschossiges Gebäude mit Satteldach in Ziegeldeckung, traufständig. Fassade in Massivbauweise, Sockel in Naturstein, darüber Quadermauerwerk; giebelständiger Mittelrisalit. | 36534244 |                |
| Marktstraße 28 51° 54′ 20″ N, 10° 25′ 25″ O     | Hinterhaus                          | Zweigeschossiger Fachwerkbau mit Satteldach in Schieferdeckung. Fassade fachwerksichtig, mit Andreaskreuzen in den Außengefachen und der mittleren Gefachachse. | 39281820 | BW             |
| Marktstraße 29 51° 54′ 21″ N, 10° 25′ 25″ O     | Wohn-/ Geschäftshaus                | Dreigeschossiger Massivbau mit Mansardsatteldach in Ziegeldeckung, traufständig. Fassade verputzt, EG mit Schaufensterverglasung, OGs mit risalitartigem Mittelerker mit giebelständigem Dachaufbau in Fachwerk und Krüppelwalmdach. | 36605719 |                |
| Marktstraße 30 51° 54′ 21″ N, 10° 25′ 26″ O     | Wohn-/ Geschäftshaus                | Dreigeschossiger Massivbau mit Mansarddach in Ziegeldeckung, traufständiges Eckhaus. Fassade verputzt, Gebäudeecke gerundet; EG zur Marktstraße zurückgesetzt, geschosshohe Schaufensterverglasung. Bauteil zur Bulkenstraße zweigeschossig. | 39736917 | BW             |
| Marktstraße 31 51° 54′ 21″ N, 10° 25′ 27″ O     | Wohn-/ Geschäftshaus                | Zweigeschossiger Fachwerkbau mit Walmdach in Ziegeldeckung, mittiges Zwerchhaus mit Schweifgiebel. Traufständiges Eckhaus. Fassade fachwerksichtig; EG baulich stark verändert, Fassaden zurückgesetzt, mit vollflächiger Schaufensterverglasung. | 36605747 |                |
| Marktstraße 32 51° 54′ 21″ N, 10° 25′ 27″ O     | Wohn-/ Geschäftshaus                | Zweigesch. Fachwerkbau mit Satteldach in Ziegeldeckung und mittigem Zwerchhaus, traufständig. Fassade fachwerksichtig, mit schmalen Zwischengefachen; EG vollflächig mit Schaufensterverglasung. | 36605775 |                |
| Marktstraße 33 51° 54′ 21″ N, 10° 25′ 28″ O     | Wohnhaus                            | Zweigeschossiger Fachwerkbau mit Satteldach in Ziegeldeckung, traufständig. Fassade fachwerksichtig, unregelmäßige Gefacheinteilung; an der linken Fassadenseite eine Tordurchfahrt zum Hof. | 36534282 |                |
| Marktstraße 33 51° 54′ 21″ N, 10° 25′ 28″ O     | Hinterhaus                          | Zweigeschossiger Fachwerkbau mit Pultdach in Ziegeldeckung. Fassade fachwerksichtig, mit Garagenvorbauten. | 39718905 |                |
| Marktstraße 34 51° 54′ 22″ N, 10° 25′ 29″ O     | Wohn-/ Geschäftshaus                | Zweigeschossiger Fachwerkbau mit Satteldach, traufständig. Fassade im EG mit Naturstein verblendet sowie mit Schaufensterverglasung, OG verputzt. | 36559224 |                |
| Marktstraße 35 51° 54′ 22″ N, 10° 25′ 29″ O     | Wohn-/ Geschäftshaus                | Zweigeschossiger Fachwerkbau mit Satteldach in Ziegeldeckung, traufständig. Tordurchfahrt an der rechten Seite sowie Ladeneinbau mit Schaufensterverglasung, OG verputzt. | 36605802 |                |
| Marktstraße 36 51° 54′ 22″ N, 10° 25′ 30″ O     | Wohn-/ Geschäftshaus                | Zweigeschossiger Fachwerkbau mit Satteldach in Ziegeldeckung, traufständig in geschlossener Blockrandbebauung. Fassade im EG mit Ladeneinbau und Schaufensterverglasung, OG verputzt. | 36605827 |                |
| Marktstraße 37 51° 54′ 22″ N, 10° 25′ 30″ O     | Wohnhaus                            | Dreigeschossiger Fachwerkbau mit Satteldach in Schieferdeckung, traufständig. Fassade fachwerksichtig, Erd- und 1. OG in Ständerbauweise, 2. OG (ehemaliger Speicherboden) in Stockwerksbauweise, auskragend auf horizontal profilierten Balkenköpfen, dazwischen Schiffskehlen. EG auf hohem Natursteinsockel, ehemalige Däle 1898 mit Ladeneinbau versehen; Oberstock mit Brüstungsbohlen mit Sonnenrosenornamenten, Stockwerksschwelle mit Wellenranken dekoriert. | 36534309 |                |
| Marktstraße 38 51° 54′ 22″ N, 10° 25′ 31″ O     | Wohnhaus                            | Zweigeschossiger Fachwerkbau mit Satteldach in Schieferdeckung, traufständig. Fassade im EG verputzt, ehemalige Däle 1892 durch Gaststätteneinbau verändert; OG in Fachwerkbauweise, fachwerksichtig, Brüstungsbohlen mit Sonnenrosenornamenten, Schwelle mit Kreuzband. | 36534340 |                |
| Marktstraße 39 51° 54′ 22″ N, 10° 25′ 31″ O     | Wohnhaus                            | Dreigeschossiger Fachwerkbau mit Satteldach in Schieferdeckung, traufständig. Fassade fachwerksichtig, EG verputzt; Oberstock vorkragend, Stockwerksschwelle mit doppeltem Bügelfries, regelmäßige Fußstreben, an der Dachtraufe Windbretter mit gotischen Flachschnitzereien zwischen den Knaggen. | 36534371 |                |
| Marktstraße 40 51° 54′ 22″ N, 10° 25′ 31″ O     | Wohnhaus                            | Dreigeschossiger Fachwerkbau mit Satteldach in Schieferdeckung, traufständig. Fassade fachwerksichtig, EG mit Ladeneinbau und Schaufensterverglasung; Oberstock vorkragend, Stockwerksschwelle mit doppeltem Bügelfries, an der Dachtraufe Windbretter mit gotischen Flachschnitzereien zwischen den Knaggen. | 36605855 |                |
| Marktstraße 41 51° 54′ 21″ N, 10° 25′ 32″ O     | Wohn-/ Geschäftshaus                | Dreigeschossiger Fachwerkbau mit Satteldach in Schieferdeckung, traufständig. Fassade fachwerksichtig, EG 1877 zur Ladenfläche umgebaut, mit Schaufensterverglasung; Oberstock vorkragend, Stockwerksschwelle mit Trapezschnitt, regelmäßige Fußstreben, an der Dachtraufe Windbretter mit gotischen Flachschnitzereien zwischen den Knaggen. | 36605886 |                |
| Marktstraße 42 51° 54′ 21″ N, 10° 25′ 32″ O     | Wohn-/ Geschäftshaus                | Dreigeschossiger Fachwerkbau mit Satteldach in Schieferdeckung, traufständig. Fassade fachwerksichtig, ehemalige Diele und Wohnteil 1879 verbaut, Ladeneinbau mit Schaufensterverglasung, Tordurchfahrt an der rechten Fassadenseite; Oberstock vorkragend, Stockwerksschwelle mit Trapezschnitt, regelmäßige Fußstreben, an der Dachtraufe Windbretter mit gotischen Flachschnitzereien zwischen den Knaggen. | 36605917 |                |
| Marktstraße 42 51° 54′ 21″ N, 10° 25′ 31″ O     | Nebengebäude                        | Ein- und zweigeschossiger Fachwerkbau mit Satteldach in Ziegeldeckung, L-förmig. Fassade fachwerksichtig, EG mit Garagentoren. | 36580024 |                |
| Marktstraße 43 51° 54′ 20″ N, 10° 25′ 32″ O     | Armenhaus (seit 1988: Telemannhaus) | Ehemaliges Armenhaus, erbaut 1867–69 nach Entwürfen von Wilhelm Lüer. Zweigeschossiger Massivbau mit Satteldach in Schieferdeckung, dreiflügelige Anlage, frei stehend; rückwärtige Seitenflügel (Erweiterungsbauten von 1909) 1981–82 zur Schaffung eines Parkplatzes abgebrochen. Fassade steinsichtig, Sandsteinmauerwerk mit neugotischen Baudetails, Seitenflügel zur Marktstraße als Seitenrisalite hervortretend. Seit 1988 unter dem Namen „Telemannhaus“ als Musikschule genutzt. | 36592288 |                |
| Marktstraße 43 51° 54′ 20″ N, 10° 25′ 33″ O     | Freifläche                          | Freifläche mit Kopfsteinpflaster und Baumbestand | 36598833 |                |
| Marktstraße 44 51° 54′ 20″ N, 10° 25′ 34″ O     | Wohnhaus                            | Zweigeschossiger Fachwerkbau mit Satteldach in Schieferdeckung, traufständig; rückseitig eingeschossiger Gebäudeflügel an der Nordwestseite des Grundstücks. Fassade fachwerksichtig, mit schmalen Zwischengefachen; Gebäudesockel in Natursteinmauerwerk, mit Freitreppe. | 36534401 |                |
| Marktstraße 45 51° 54′ 19″ N, 10° 25′ 35″ O     | Bäckergildehaus                     | Gildehaus der Goslarer Bäckermeister, steinerner Saalbau von 1501, seitliche Erweiterung entlang der Bergstraße von 1510, Aufstockung mit einem OG in Fachwerkbauweise 1557. Zweigeschossiges Gebäude mit Satteldach in Schieferdeckung, traufständiges Eckhaus. Fassade im Saalgeschoss mauerwerkssichtig, OG fachwerksichtig, mit Spruchband in der Stockwerksschwelle, Brüstungsbohlen mit Sonnenrosenordnamenten, Fensteröffnungen mit Vorhangbögen. | 36534431 | Weitere Bilder |